# Ernst Meister
Ernst Meister, född 3 september 1911 i Haspe, död 15 juni 1979 i Hagen, var en tysk poet och författare.

## Biografi
Ernst Meister tog studentexamen i hemstaden Haspe 1930 och började samma år på önskemål av sin far att studera teologi i Marburg. Meister bytte sedan till ämnen germanistik, filosofi och konsthistoria och studerade sedan slutet av 1931 i Berlin. Där publicerade han också sin debutdiktsamling Ausstellung. 
Efter nazisternas maktövertagande gick Meisters lärare, den tyske fenomenologen Karl Löwith, i exil, vilket gjorde att Meister inte kunde avsluta sin avhandling. Avhandlingen var tänkt att beröra metaforerna i Friedrich Nietzsches verk. Han studerade även för Hans-Georg Gadamer. Från och med nu skrev Meister bara för skrivbordslådan, bortsett från tre mindre bidrag i Frankfurter Zeitung.
Meister deltog i andra världskriget som soldat. Han blev sårad flera gånger under kriget, och var utposterad i såväl Polen som Italien. Vid krigsslutet tillfångatogs Meister av amerikanska soldater och satt en tid fånge i Italien, innan han återvände till sin hemstad där han stannade livet ut. Erfarenheterna från kriget, oftast av existentiell natur, drog han nytta av i sin poesi, men även i noveller, hörspel och teaterpjäser. Meister började först publicera sig igen i början av 1950-talet, inledningsvis på det lilla lyrikförlaget Eremiten-Presse i Stierstadt. Där utkom banden Unterm schwarzen Schafspelz (1953), Dem Spiegelkabinett gegenüber (1954), Der Südwind sagte zu mir (1955) och Fermate (1957). Därefter följde Zahlen und Figuren 1958, Die Formel und die Stätte 1960, Flut und Stein 1962 och Zeichen um Zeichen 1968. Däremellan utkom bland annat novellen Der Bluthänfling 1959 och dramat Ein Haus für meine Kinder som uppfördes 1966. 
Det var emellertid med sina sena verk som Meister slog igenom. De sena verken utgör höjdpunkten på hans lyriska skapande. I dessa diktsamlingar hade han till fulländning utvecklat sitt förtätade, poetiska uttryck: Es kam die Nachricht (1970), Sage vom Ganzen den Satz (1972), Im Zeitspalt (1976) och hans sista i livet utgivna diktsamling Wandloser Raum (1979). Meisters genomgående teman är kärlek, liv, död, evighet, det ändliga och oändliga, tid och vara. Meisters metafysiska och filosofiska dikter har ofta beskrivits som hermetiska; han kom att kallas ”hermetikern från Hagen”. I sin poesi är han tydligt influerad av Friedrich Hölderlin, Paul Celan, Martin Heidegger, Friedrich Nietzsche och Blaise Pascal.
Meister brukar jämföras med Paul Celan, och räknas som en av 1900-talets främsta tyskspråkiga lyriker. Han förblev emellertid okänd för den större publiken under den största delen av sitt liv.
Under 1970-talet blev Meister betydelsefull för en rad yngre tyskspråkiga författare, däribland Nicolas Born, Peter Handke, Christoph Meckel, Oskar Pastior och senare Jan Wagner och Paul Wühr.
Meister tilldelades 1976 Petrarcapriset (tillsammans med Sarah Kirsch), samt Rainer Maria Rilkes lyrikpris 1978. Bara några veckor innan Meister gick bort meddelades han att han tilldelats Tysklands mest renommerade litteraturpris, Georg Büchnerpriset. Priset delades ut postumt.
Meister var även verksam som bildkonstnär.
2011 utkom en textkritisk utgåva av hans samlade dikter i fem volymer, omfattande cirka 2500 sidor.
Meister finns översatt till bland annat engelska, franska och danska. 

## Verk
Lyrik:
- Gedichte. Textkritische und kommentierte Ausgabe in 5 Bänden, utgiven av Axel Gellhaus, Stephanie Jordans och Andreas Lohr, Göttingen, Wallstein Verlag 2011. ISBN 978-3-8353-0792-6.

I serien Sämtliche Gedichte, utgiven och med efterord Reinhard Kiefer, har utkommit :
- Ausstellung. Gedichte (1932, Reprint). Aachen, Rimbaud 1985. ISBN 3-89086-984-X.
- Unterm schwarzen Schafspelz. Dem Spiegelkabinett gegenüber. Gedichte (1953 / 1954). Aachen, Rimbaud 1986. ISBN 3-89086-983-1.
- Der Südwind sagte zu mir. Fermate. Gedichte (1955 / 1957). Aachen, Rimbaud 1986. ISBN 3-89086-982-3.
- …und Ararat. Pythiusa. Lichtes Labyrinth. Gedichte (1956 / 1958 / 1959). Aachen, Rimbaud 1987. ISBN 3-89086-981-5.
- Zahlen und Figuren. Gedichte (1958). Aachen, Rimbaud 1987. ISBN 3-89086-980-7.
- Die Formel und die Stätte. Gedichte (1960). Aachen, Rimbaud 1987. ISBN 3-89086-979-3.
- Flut und Stein. Gedichte (1962). Aachen, Rimbaud 1988. ISBN 3-89086-985-8.
- Anderer Aufenthalt. Verstreut veröffentlichte Gedichte (1932–1964). Aachen, Rimbaud 1997. ISBN 3-89086-978-5.
- Zeichen um Zeichen. Gedichte (1968). Aachen, Rimbaud 1999. ISBN 3-89086-977-7.
- Es kam die Nachricht. Gedichte (1970). Aachen, Rimbaud 1990. ISBN 3-89086-976-9.
- Sage vom Ganzen den Satz. Gedichte (1972). Aachen, Rimbaud 1996. ISBN 3-89086-975-0.
- Im Zeitspalt. Gedichte (1976). Aachen, Rimbaud 1994. ISBN 3-89086-974-2.
- Wandloser Raum. Gedichte (1979). Aachen, Rimbaud 1996. ISBN 3-89086-973-4.
- Schatten. Verstreut veröffentlichte Gedichte (1964–1979). Aachen, Rimbaud 1998. ISBN 3-89086-972-6.
- Gedichte aus dem Nachlaß. Aachen, Rimbaud 1999. ISBN 3-89086-971-8.
- Supplementband 1: Mitteilung für Freunde. Aachen, Rimbaud 2000. ISBN 3-89086-805-3.
- Supplementband 2: Aus dem Zeitlied eines Kindes. Gedichte. Aachen, Rimbaud 2007. ISBN 3-89086-757-X.

Prosa:
- Prosa 1931 – 1979. utgiven av Andreas Lohr-Jasperneite. Förord av Beda Allemann. Heidelberg, Lambert Schneider 1989. (= 60. Veröffentlichung der Deutschen Akademie für Sprache und Dichtung Darmstadt.) ISBN 3-89086-848-7.

Hörspel:
- Schieferfarbene Wasser. (Drei Hörspiele). Aachen, Rimbaud 1990. ISBN 3-89086-986-6.
- Apologie des Zweifels. (Drei Hörspiele). Aachen, Rimbaud 1994. ISBN 3-89086-987-4.
- Das Schloß. (Sieben Hörspiele). Aachen, Rimbaud 2008. ISBN 978-3-89086-968-1.

I svensk översättning:
- Av det hela, säg meningen. Inledning, efterord och översättning av Ludvig Berggren. Bokförlaget Faethon 2021.
- I tidsrämnan. Översättning och efterord av Ludvig Berggren. Bokförlaget Faethon 2021.
- Rymd utan väggar. Översättning och efterord av Ludvig Berggren. Bokförlaget Faethon 2021.